# Müllheim (Suíça)
Müllheim é uma comuna da Suíça, no Cantão Turgóvia, com cerca de 2 493 habitantes. Estende-se por uma área de 8,74 km², de densidade populacional de 285 hab/km². Confina com as seguintes comunas: Amlikon-Bissegg, Homburg, Hüttlingen, Pfyn, Wigoltingen.
A língua oficial nesta comuna é o alemão.